# Josef Franz Karl Amrhyn

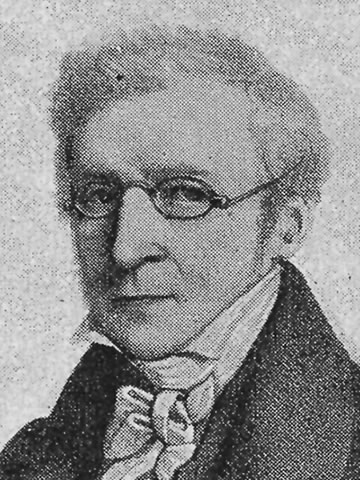
Karl Nikolaus von Flüe AmRhyn

Josef Franz von Sales Johann Baptist Karl Nikolaus von Flüe AmRhyn (Luzern, 11 februari 1800 - aldaar, 7 april 1849) was een Zwitsers politicus.
AmRhyn stamde uit een oud patriciërsgeslacht uit het kanton Luzern. Hij bezocht de middelbare school in Yverdon en het gymnasium en lyceum van Luzern. Hij studeerde van 1820 tot 1823 rechten in Göttingen, Freiburg en Parijs. In 1824 werd hij plaatsvervangend rechter en van 1825 tot 1830 was hij Staatsschrijver van het Eedgenootschap, oftewel plaatsvervangend Kanselier.
AmRhyn werd in 1831 Kanselier van het Eedgenootschap (Bondskanselier) en bleef dit tot 1847. Hij was een leidende liberale rooms-katholiek, maar tegen de Sonderbund (verbond van Rooms-katholieke kantons). Vlak voor de ondertekening van de oorlogsverklaring aan de Sonderbund in 1847, trad Von Flüe AmRhyn af, om daarmee niet zijn handtekening onder het document te zetten. Als Luzerner wilde hij namelijk geen oorlogsverklaring tegen het kanton Luzern (het leidende kanton van de Sonderbund) ondertekenen. Zijn carrière was hiermee beëindigd.
AmRhyns lichaam werd op 7 april 1849 aangetroffen in de rivier de Reuss. Een onderzoek over de omstandigheden van zijn dood (ongeluk of zelfmoord) leverde niets op.